# Uniwersytet Gdański
Uniwersytet Gdański (UG) – polski uniwersytet utworzony w 1970 w Gdańsku w wyniku połączenia Wyższej Szkoły Ekonomicznej w Sopocie (założonej w 1945 jako Wyższa Szkoła Handlu Morskiego) i Wyższej Szkoły Pedagogicznej w Gdańsku (założonej w 1946).
Od jesieni 2020 wchodzi w skład Związku Uczelni im. Daniela Fahrenheita.
W 2025 Uczelnia obchodzi jubileusz 55-lecia powstania.

## Władze
W kadencji 2024–2028:
| Stanowisko                                     | Imię i nazwisko                                   |
| ---------------------------------------------- | ------------------------------------------------- |
| Rektor                                         | prof. dr hab. Piotr Stepnowski                    |
| Prorektor ds. współpracy i umiędzynarodowienia | dr hab. Anna Jurkowska-Zeidler, prof. UG          |
| Prorektor ds. badań naukowych                  | prof. dr hab. Wiesław Laskowski                   |
| Prorektor ds. studenckich                      | dr hab. Urszula Patocka-Sigłowy, prof. UG         |
| Prorektor ds. kształcenia                      | dr Ewa Szymczak, prof. UG                         |
| Prorektor ds. rozwoju i finansów               | dr hab. Paweł Antonowicz, prof. UG                |
| Kanclerz                                       | dr hab. inż. Aneta Oniszczuk-Jastrząbek, prof. UG |

## Rada Uniwersytetu Gdańskiego

### Kadencja 2025–2029[11][12][13]
- przewodniczący
  - Marcin Gruchała

### Kadencja 2021–2024[14]
- przewodniczący
  - Dominik Antonowicz (w 2024)[15][16]
  - Maciej Duszczyk (2021–2024)[17][18]

### Kadencja 2019–2020[19]
- przewodniczący
  - Marek Głuchowski[20]

## Poczet rektorów
1. prof. Janusz Sokołowski (1970–1981)
2. prof. Robert Głębocki (1981–1982)
3. prof. Bronisław Rudowicz (1982–1984)
4. prof. Karol Taylor (1984–1985)
5. prof. Mirosław Krzysztofiak (1985–1987)
6. prof. Czesław Jackowiak (1987–1990)
7. prof. Zbigniew Grzonka (1990–1996)
8. prof. Marcin Pliński (1996–2002)
9. prof. Andrzej Ceynowa (2002–2008)
10. prof. Bernard Lammek (2008–2016)
11. prof. Jerzy Gwizdała (2016–2020)[21]
12. prof. Krzysztof Bielawski (w 2020, p.o.)[22]
13. prof. Piotr Stepnowski (od 2020)[9][23]

## Wydziały
Uniwersytet prowadzi następujące wydziały:
- Wydział Biologii (Gdańsk/Gdynia)
- Wydział Chemii (Gdańsk)
- Wydział Ekonomiczny (Sopot)
- Wydział Filologiczny (Gdańsk)
- Wydział Historyczny (Gdańsk)
- Wydział Matematyki, Fizyki i Informatyki (Gdańsk)
- Wydział Nauk Społecznych (Gdańsk)
- Wydział Oceanografii i Geografii (Gdynia/Gdańsk)
- Wydział Prawa i Administracji (Gdańsk/Koszalin)
- Wydział Zarządzania (Sopot)

## Wybrane jednostki wchodzące w skład Uniwersytetu
- Międzyuczelniany Wydział Biotechnologii UG i GUMed
- Biblioteka Główna Uniwersytetu Gdańskiego
- Wydawnictwo Uniwersytetu Gdańskiego
- Akademicki Chór Uniwersytetu Gdańskiego
- Zespół Pieśni i Tańca Uniwersytetu Gdańskiego JANTAR
- Stacja Morska Instytutu Oceanografii Uniwersytetu Gdańskiego
- Stacja Badania Wędrówek Ptaków
- Stacja Limnologiczna Uniwersytetu Gdańskiego
- Akademickie Centrum Kultury
  - kierownik: Michał Biełuszko[24]
- Krajowe Centrum Informatyki Kwantowej
  - dyrektor: prof. dr hab. Paweł Horodecki[25]
- Centrum Zrównoważonego Rozwoju Uniwersytetu Gdańskiego[26]
  - dyrektor: dr hab. Sylwia Mrozowska[27][28]
- Uniwersyteckie Centrum Mediacji i Arbitrażu[29]
  - dyrektor: dr Jacek Wałdoch[30][31]
- Uniwersytecki Ośrodek Badań Stosowanych i Międzyobszarowych[32][33]
  - dyrektor: prof. dr hab. Krzysztof Bielawski[34][35]
- Centrum Doskonalenia Dydaktycznego i Tutoringu Uniwersytetu Gdańskiego[36]
  - dyrektor: dr Beata Karpińska-Musiał[37]
- Centrum Badań nad Gospodarką Morską[38]
  - dyrektor: dr hab. Ernest Czermański, prof. UG[39]
- Uniwersyteckie Laboratorium Usług Badawczych[40]
  - dyrektor: prof. dr hab. Mariusz Makowski[41]
- Radio MORS
  - kierownik: dr Maciej Goniszewski[42][43]
- Centrum Produkcji Filmowej i Dokumentalnej Uniwersytetu Gdańskiego
  - dyrektor: Wojciech Głodek[44]
- Gazeta Uniwersytecka
  - redaktor naczelny: Tomasz Neumann[45]
- Forum Dziekanatów i Biur Dziekana UG
  - przewodnicząca: mgr Katarzyna Rynkowska[46][47]
- Muzeum Uniwersytetu Gdańskiego[48]
  - dyrektor: mgr Marta Szaszkiewicz[49][50]
- Straż Uniwersytecka UG[51][52]
  - komendant: insp. Robert Leksycki[53][54][55]
- Centrum Języków Obcych
  - dyrektor: mgr Emilia Krzywańska-Frankowska[56][57]
- Centrum Wychowania Fizycznego i Sportu 
  - dyrektor: mgr Tomasz Aftański[58][59]
- Uniwersyteckie Liceum Ogólnokształcące
  - dyrektor: Waldemar Kotowski[60][61][62][63]
- Centrum Aktywności Studenckiej i Doktoranckiej Uniwersytetu Gdańskiego[64]
- Centrum Teatralne UG[65]
- Erasmus+ InnHUB Gdańsk Centrum Innowacji Programu Erasmus+[66][67]
- EkoPark UG[68][69]

## Galeria

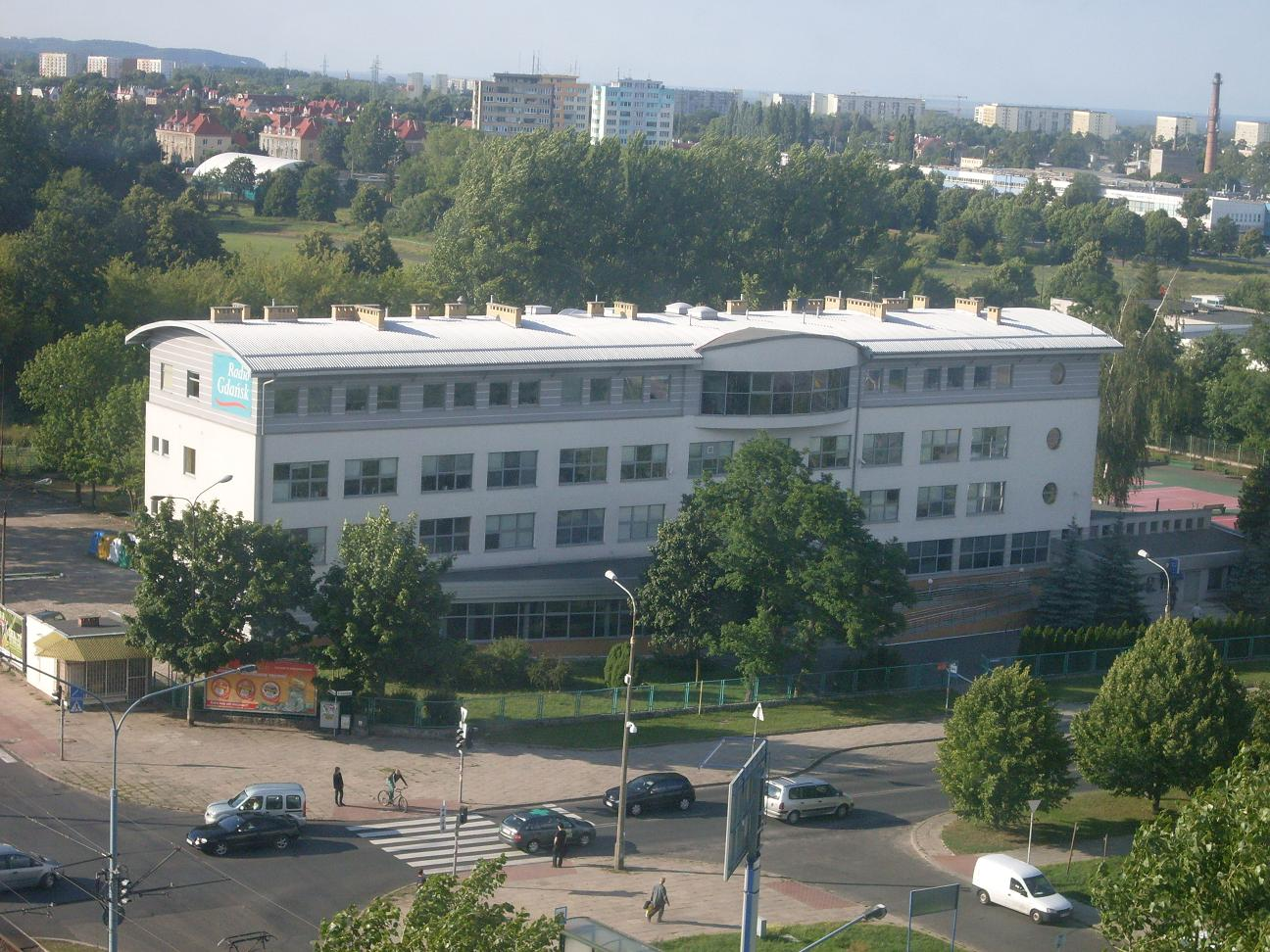
Budynek dawnego rektoratu
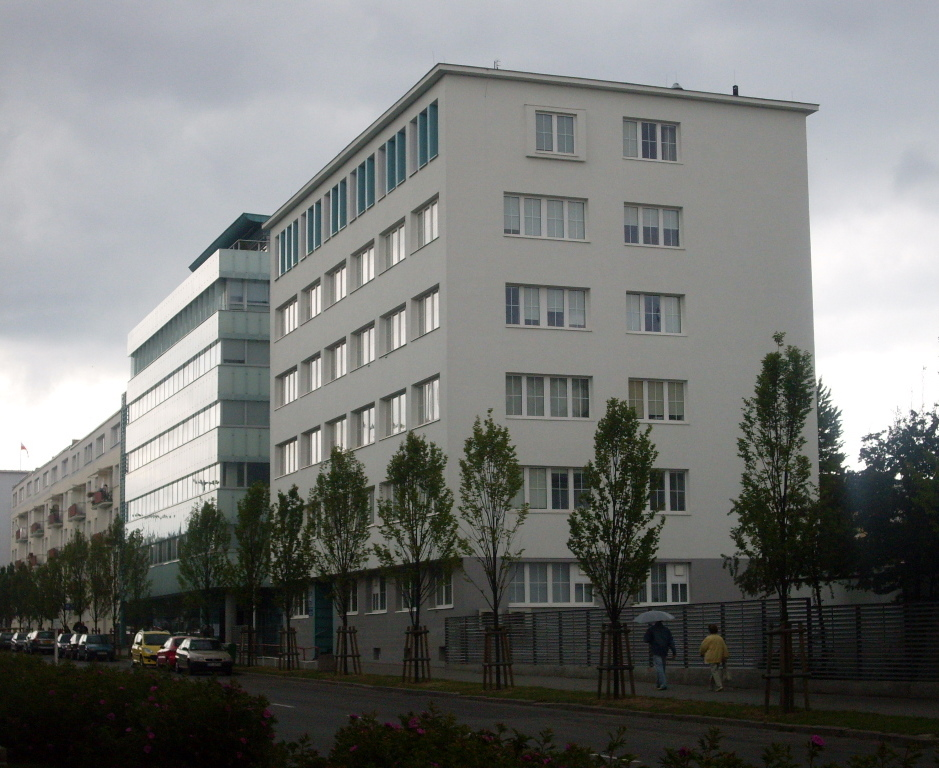
Wydział Oceanografii i Geografii UG w Gdyni
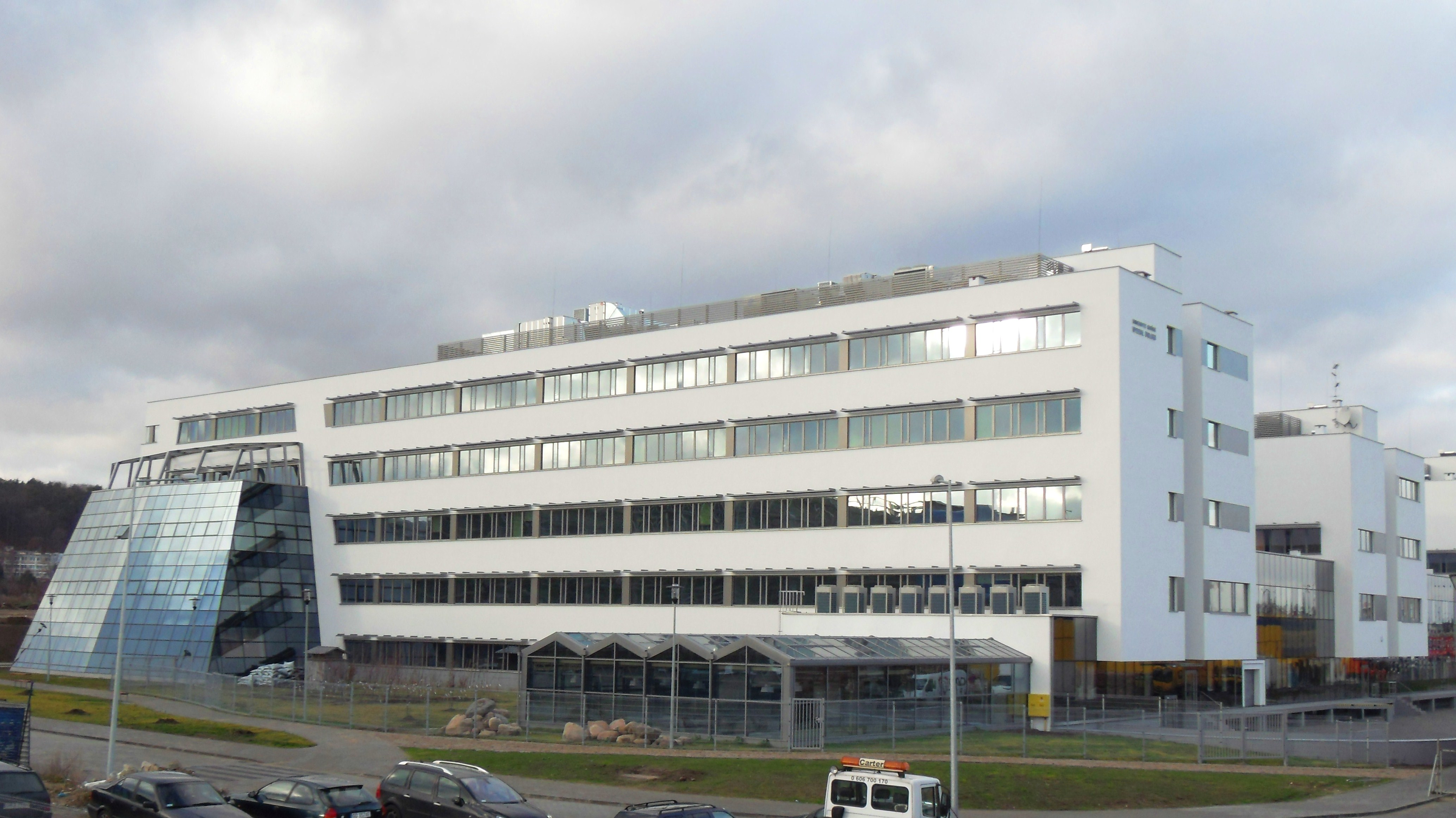
Wydział Biologii UG w Gdańsku-Oliwie
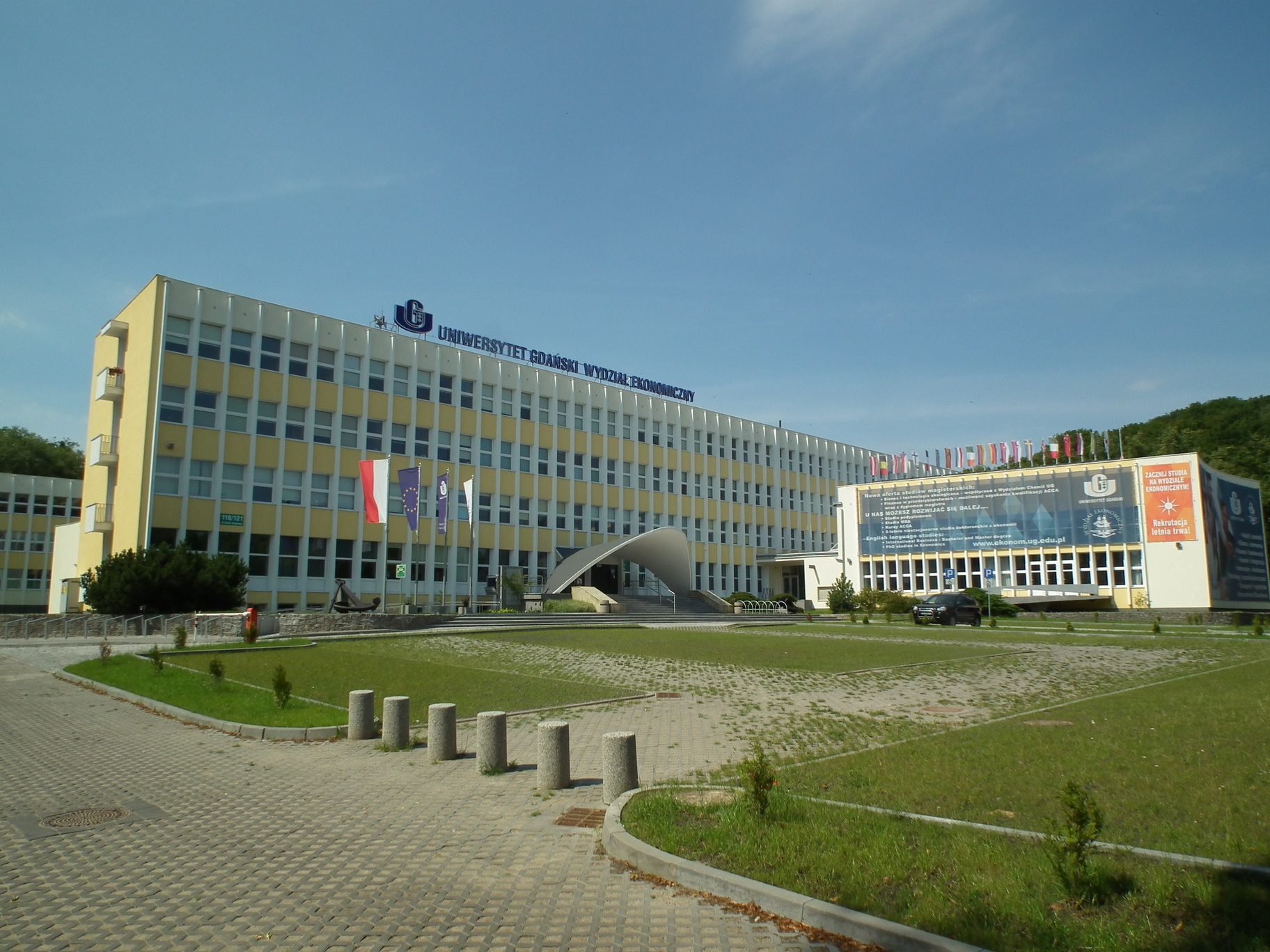
Wydział Ekonomiczny UG w Sopocie
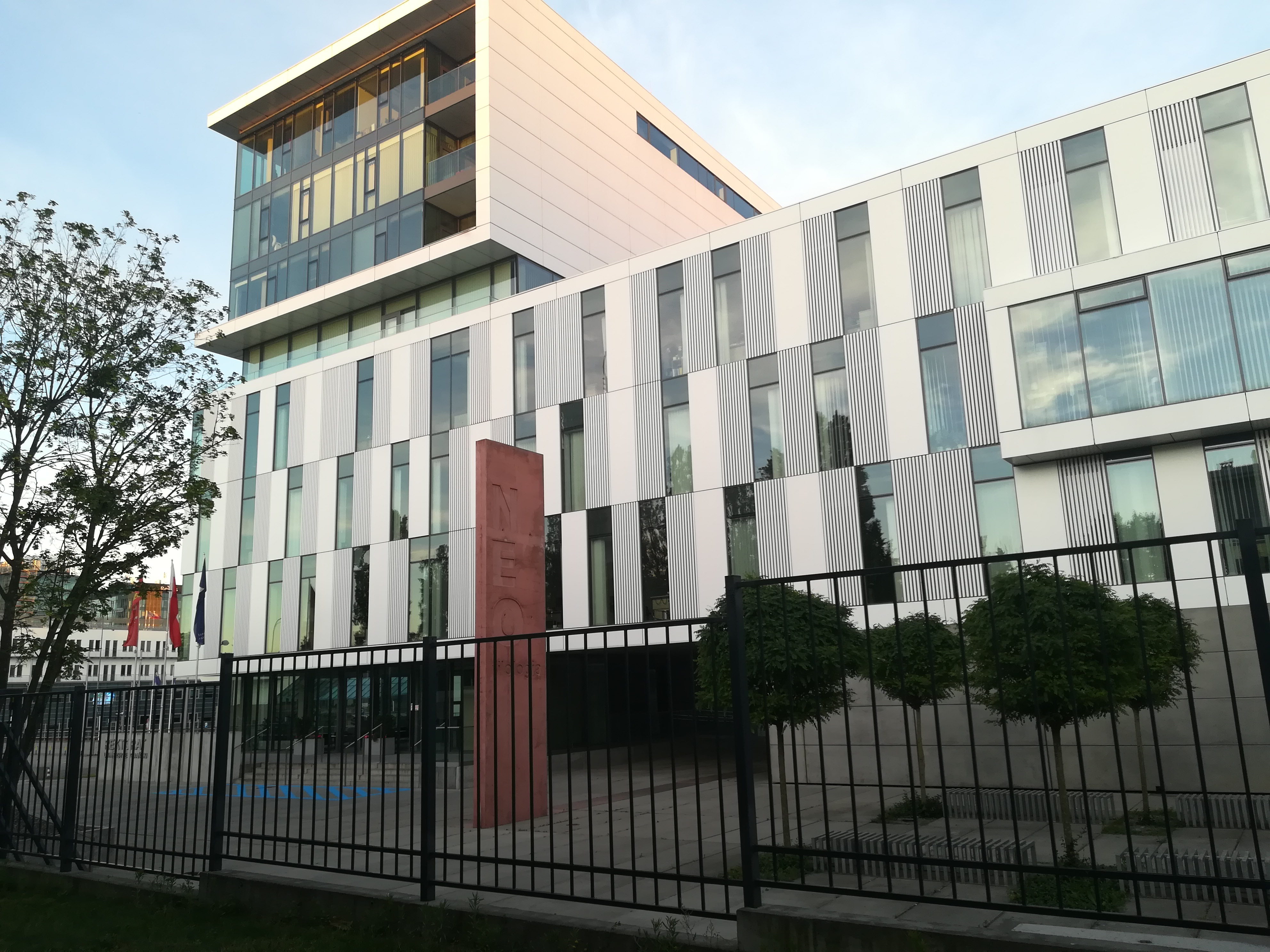
Wydział Filologiczny – budynek Neofilologii i rektorat UG
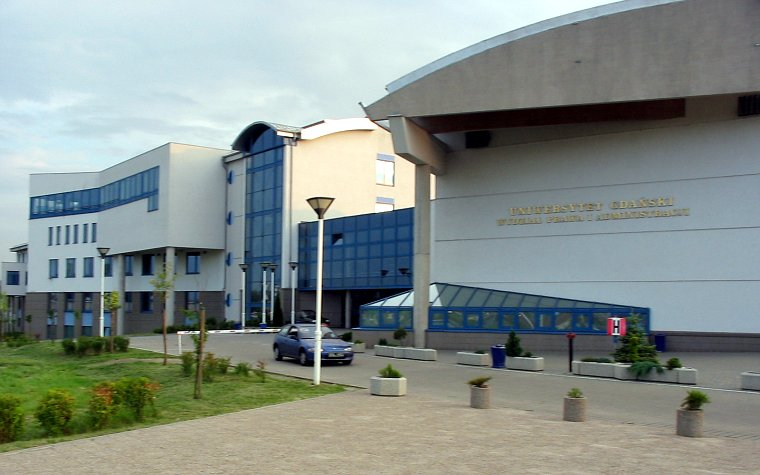
Wydział Prawa i Administracji UG w Gdańsku-Oliwie
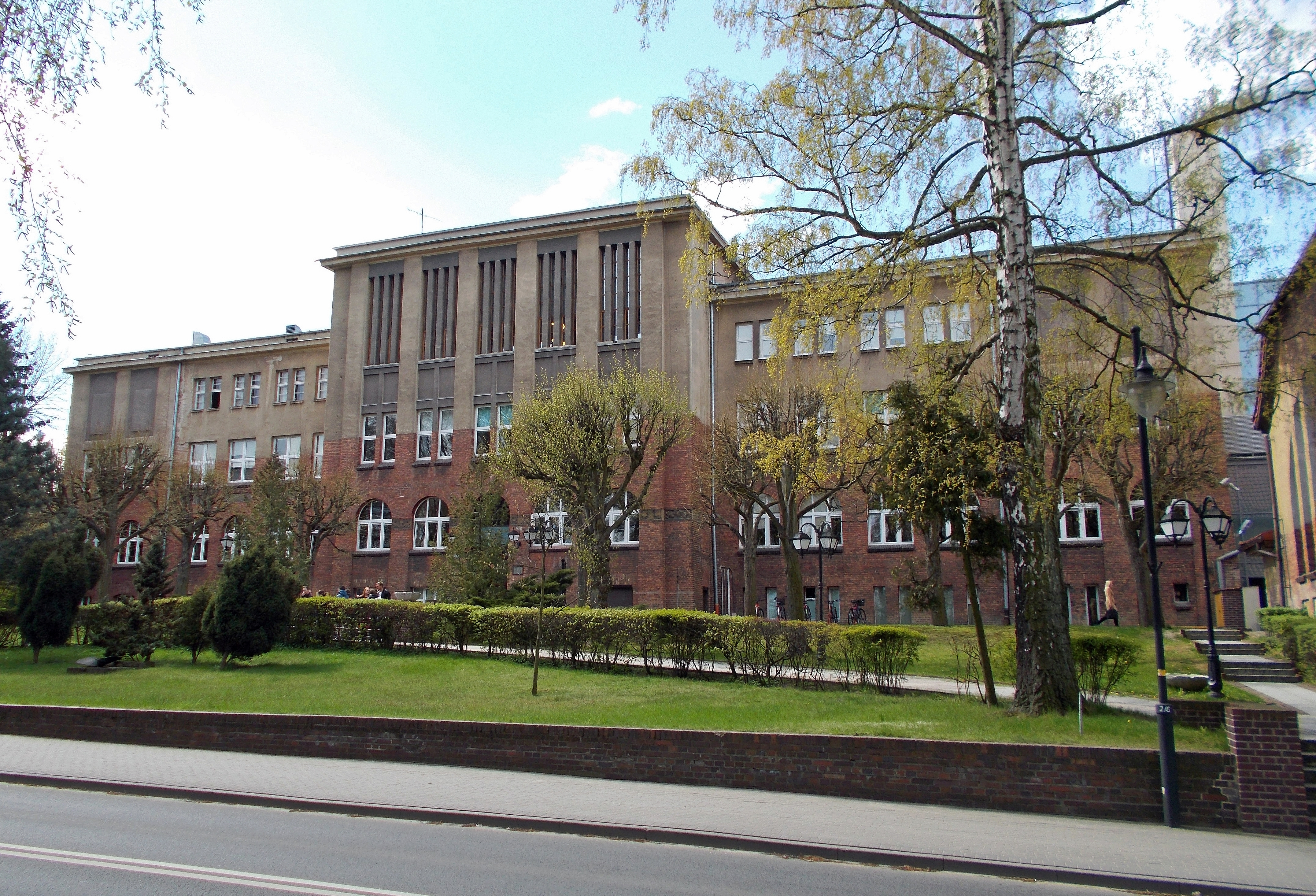
Wydział Zarządzania UG w Sopocie
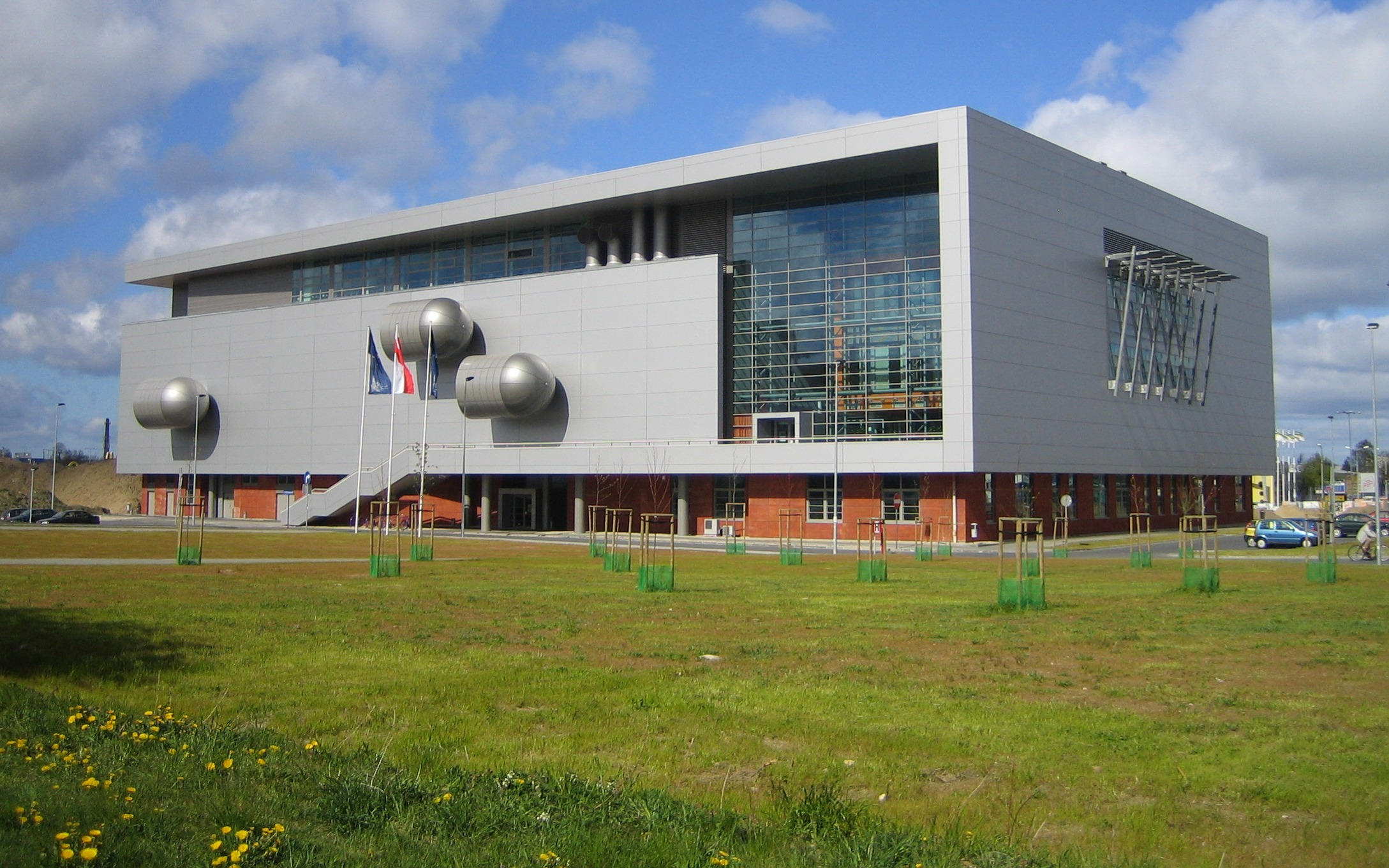
Biblioteka Uniwersytetu Gdańskiego
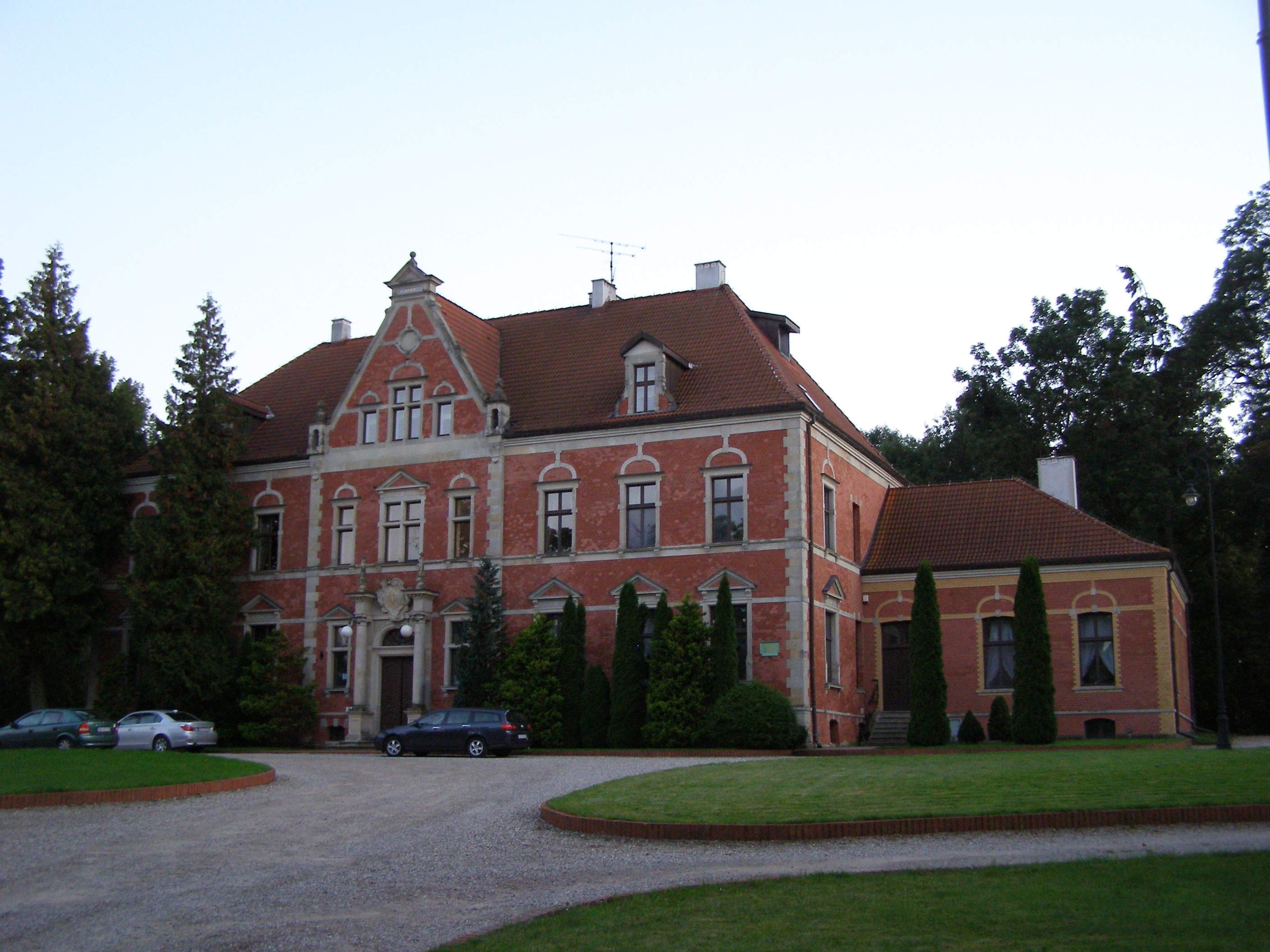
Ośrodek Konferencyjno-szkoleniowy UG – Pałac w Leźnie
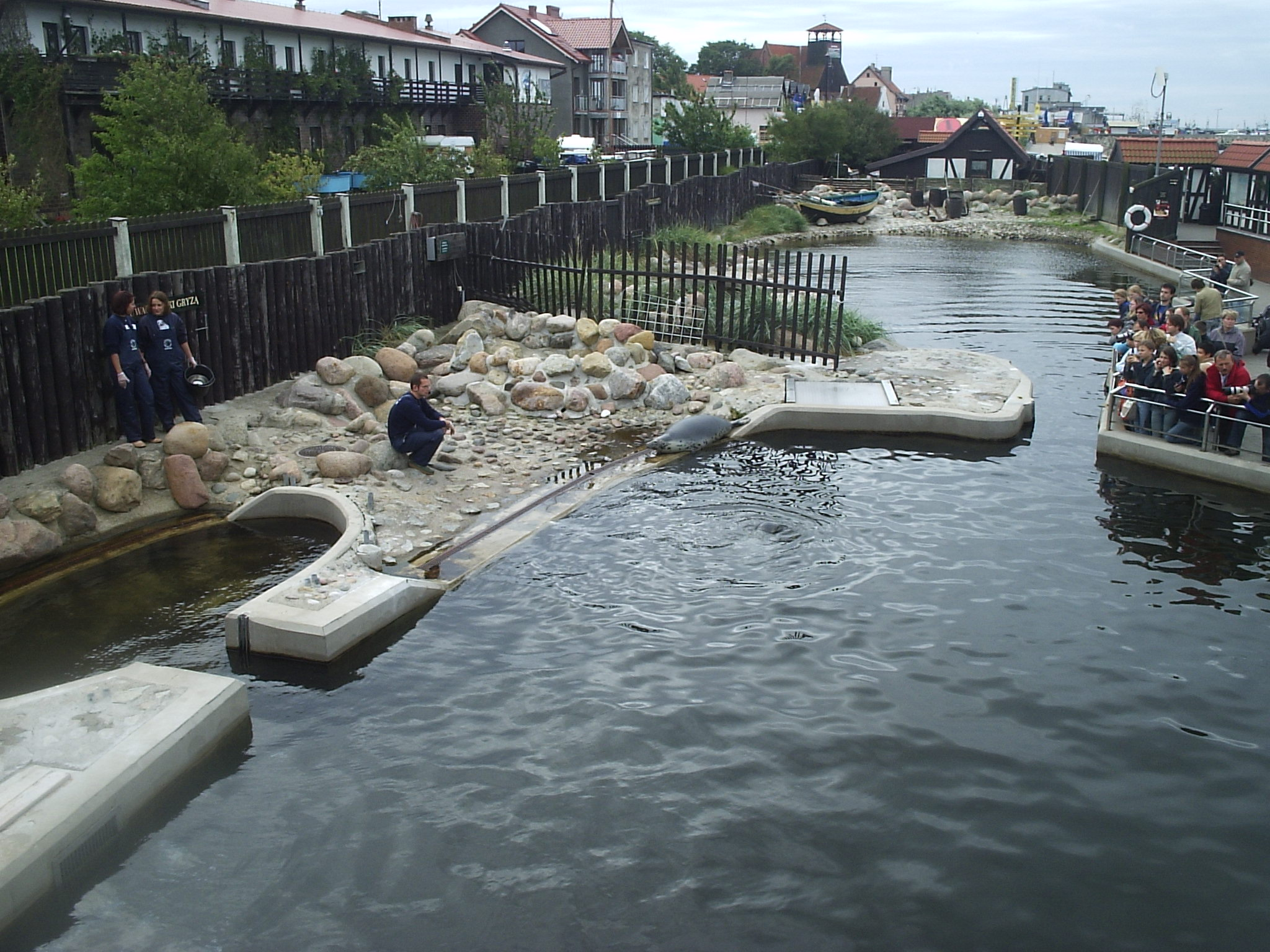
Stacja Morska Instytutu Oceanografii UG w Helu
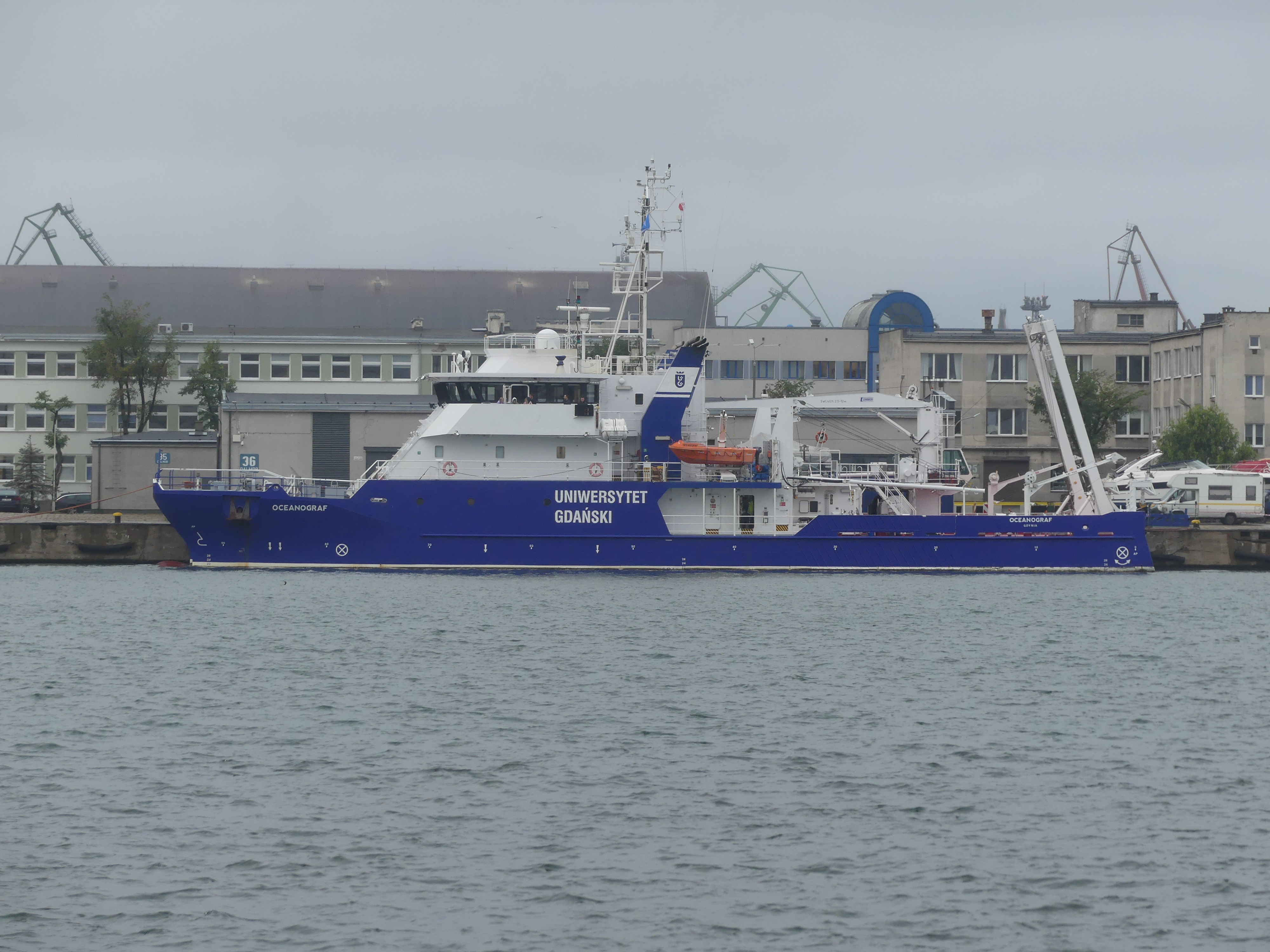
Statek badawczy UG, RV Oceanograf